# 零口姑娘
零口姑娘，是出土于西安市临潼区新石器时代零口遗址M21号墓葬的一具女性遗骸，经过考古鉴定，遗骸为一名年轻女性，年龄15-17岁之间，生前遭到多重严重伤害，左手缺失，骨骸损害严重，遗骸骨内留有多件骨制武器，包括骨叉、骨镞、骨簪等。目前少女死因暂不明确，学界有宗教祭祀、战争俘虏被杀、因某种原因被族人处决或割体葬仪等多种假说。